# Centa San Nicolò
Centa San Nicolò är en ort och frazione i kommunen Altopiano della Vigolanai provinsen Trento i regionen Trentino-Sydtyrolen i Italien.
Centa San Nicolò upphörde som kommun den 1 januari 2016 och bildade med de tidigare kommunerna Bosentino, Vattaro och Vigolo Vattaro den nya kommunen Altopiano della Vigolana. Den tidigare kommunen hade 624 invånare (2015).